# 今日早报
《今日早报》是浙江日报报业集团主办的都市类新闻日报，创刊于2000年10月8日。2016年1月1日停刊，停刊前该报共出版5563期。

## 简介
《今日早报》创刊于2000年10月8日，前身为中国大陆第一张省级综合经济类报纸《经济生活报》。该报创刊初期，周一、二、三和周日出16版，周四、五、六出24版，逢周四至周日出8个版专刊，分别为《今日网络》、《今日消费》、《今日证券》和《今日人家》，同时提出“今日生活从早报开始”的广告语。在杭州市区，该报于每天早晨第一时间将报纸送达订户，同时每天凌晨向嘉兴、湖州特发专车运送报纸。另外该报还在在浙江首创“出租车赠报”，杭州出租车上大都可以免费赠阅该报，扩大了报纸的知名度和读者群。报社还与杭州各街道居民区联手共建“早报茶室”，其中第一家茶室于2000年10月5日在杭州上城区望江街道兴西居委会的活动室里开张，到2000年12月已发展到27家。与此同时，该报开辟《早报茶室》专版，让居民区的读者自报新闻，被报社选用的即付报料费。
该报被中国新闻研究中心评为浙江省“最具成长性的报纸”，中国三大门户网站的新闻转载量列浙江第一。2006年日均发行量49万份。 
2009年1月21日，《今日早报》与《钱江晚报》、《新民生·城市假日》一起，组建“钱江报系”，为中国大陆规模较大、实力和竞争力较强的都市报方阵。
2015年12月31日，《今日早报》在头版发表《致谢读者》，称该报于2016年1月1日停刊。